# 이길용 (1976년)
이길용 (李佶勇, 1976년 3월 30일 ~ )은 K리그에서 활약했던 축구 선수이다. 울산 현대 축구단, 포항 스틸러스, 부천 SK에서 활약하였다.